# 328870 Danabarbato
328870 Danabarbato este o planetă minoră (asteroid) din centura de asteroizi. A fost descoperită pe 11 decembrie 2009 la Nogales de Tenagra Observatories⁠(d). 
Obiectul prezintă o orbită caracterizată de o semiaxă mare de 3,1600179926592 UAi, o excentricitate de 0,17267838203984, o înclinație de 19,036628730709 ° în raport cu ecliptica.